# Félix Candela
Félix Candela Outeriño (Madri, 27 de janeiro de 1910 — Durham, 7 de dezembro de 1997) foi um arquiteto espanhol.